# Reusch-Gletscher
Der Reusch-Gletscher ist ein sehr kleiner Gletscher an der Pennell-Küste des ostantarktischen Viktorialands. Er fließt zur Relay Bay, die er unmittelbar östlich des Islands Point erreicht.
Teilnehmer der Southern-Cross-Expedition (1898–1900) unter der Leitung des norwegischen Polarforschers Carsten Egeberg Borchgrevink kartierten ihn erstmals. Borchgrevink benannte den Gletscher nach dem norwegischen Geologen Hans Henrik Reusch (1852–1922), damaliger Präsident der Norwegischen Geographischen Gesellschaft.